# Klavir (film)
Klavir (angleško The Piano, francosko La Leçon de piano) je koprodukcijski zgodovinsko-dramski film iz leta 1993, ki ga je režirala Jane Campion. V glavnih vlogah nastopajo Holly Hunter, Harvey Keitel, Sam Neill in Anna Paquin v svoji prvi vidni vlogi. Zgodba prikazuje nemo Škotinjo, ki po dogovorjeni poroki z mlado hčerjo odpotuje v odročni del Nove Zelandije k možu.
Film, posnet v novozelandsko-avstralsko-francoski koprodukciji, je bil uspešen pri kritikih in po zaslužku, saj je po svetu prinesel 140 milijonov USD prihodkov ob proračunu 7 milijonov USD, Hunter in Paquin pa so kritiki pohvalili za igro. Leta 1993 je film prejel zlato palmo, glavno nagrado Filmskega festivala v Cannesu, ki jo je Campion osvojila kot prva režiserka v zgodovini festivala. Nominiran je bil za osem oskarjev na 66. podelitvi, osvojil pa nagrade za najboljšo glavno igralko (Hunter), najboljšo stransko igralko (Paquin) in najboljši izvirni scenarij (Campion). Paquin je osvojila nagrado pri enajstih letih in je druga najmlajša dobitnica oskarja v tekmovalnih kategorijah. Film je bil razglašen tudi za film leta po izboru Avstralskega filmskega instituta in je postal finančno najuspešnejši novozelandski film vseh časov. Zaplet je v določenih elementih podoben romanu The Story of a New Zealand River Jane Mander iz leta 1920, Campion pa je za navdih za zgodbo navedla angleška romana Viharni vrh in Afriška kraljica.

## Vloge
- Holly Hunter kot Ada McGrath
- Harvey Keitel kot George Baines
- Sam Neill kot Alisdair Stewart
- Anna Paquin kot Flora McGrath
- Kerry Walker kot teta Morag
- Genevieve Lemon kot Nessie
- Tungia Baker kot Hira
- Ian Mune kot duhovnik
- Peter Dennett kot glavni mornar
- Cliff Curtis kot Mana
- George Boyle kot Adin oče
- Rose McIver kot Angel
- Mika Haka kot Tahu